# Яаков Тернер
Яаков Тернер (івр. יעקב טרנר; 27 лютого 1935, Кфар-Йона, Палестина — 27 жовтня 2024, Ізраїль) — ізраїльський військовий і державний діяч, бригадний генерал Армії оборони Ізраїлю, мер Беер-Шеви (1998—2008).

## Біографія
Народився 1935 року в Кфар-Йоні. 1953 року вступив на службу в армію, записався на курси льотчиків. Льотчик-винищувач ПС Ізраїлю, здійснив понад 300 бойових вильотів у тил ворога.
Під час Шестиденної війни командував 107 ескадрильєю, брав участь в операції «Мокед». З вересня 1967 року до липня 1969 року, під час Війни на виснаження, командував 110-ю ескадрильєю.
У 1972—1974 роках — командир льотного училища. Під час Війни Судного дня — у 107-й ескадрильї. У 1977—1981 роках — командир авіабази «Хацерім». У 1981—1985 роках — командир Управління кадрів ПС Ізраїлю. 1985 року пішов у відставку у званні бригадного генерала після 32 років військової служби.
Після служби в армії вступив до ізраїльської поліції. У 1985—1989 роках — голова відділу кадрів поліції. У 1989—1990 роках — командувач Центральним округом поліції. 1 квітня 1990 року отримав звання генерал-майора поліції. З 1 квітня 1990 до 31 березня 1993 — генеральний інспектор поліції Ізраїлю. Був президентом ізраїльського відділення Міжнародної поліцейської асоціації.
1998 року обраний мер Беер-Шеви за місцевим списком, але за підтримки Трудової партії Ізраїлю. 2003 року переобраний. 2008 року балотувався знову, але програв своєму колишньому заступнику мера Рувіку Даниловичу. Тернер набрав 30 % голосів проти 60 % за Даниловича.
Здобув ступінь бакалавра в Університеті ім. Бен Гуріона за спеціальністю поведінкові науки. Заснував Музей ПС на авіабазі «Хацерим».
Вдівець, мав трьох синів, двоє з яких служили пілотами.
Його ім'ям названо стадіон у Беєр-Шеві і сквер у Явне.
2002 році ізраїльська поліція провела слідство за підозрою Тернера в даванні хабара співробітнику муніципалітету Беер-Шеви, який 1998 року очолював передвиборчий список кандидатів у раду муніципалітету: за підозрою поліції зарплата співробітника була невиправдано завищена незадовго до виборів з метою отримати його підтримку, проте прокуратура не знайшла у справі достатньої доказової бази для передачі справи до суду.
Помер 27 жовтня 2024 року у 89 років.